# Tommy Gustafsson
Tommy „Gyxa” Gustafsson (ur. 2 lipca 1948) – szwedzki trener piłkarski i piłkarz grający na pozycji ofensywnego pomocnika lub środkowego napastnika.

## Kariera klubowa
Wychowanek Åstorps IF, do którego dołączył jako dziesięciolatek. W 1964 zadebiutował w pierwszej drużynie, w wieku 16 lat. W 1970 przeniósł się do Landskrona BoIS, gdzie już w swoim pierwszym sezonie przyczynił się do awansu tego klubu do Allsvenskan, a następnie spędził z klubem osiem lat na pierwszym poziomie rozgrywkowym i najczęściej tworzył duet napastników wraz z Sonnym Johanssonem. „Gyxa”, po rozstaniu się z Landskrona BoIS, dołączył do Kågeröds BoIF z niższej ligi, gdzie spędził dwa sezony i skończył karierę zawodniczą w 1980.
W latach 1981–1982 pełnił funkcje kierownika zespołu Landskrona BoIS, a następnie zajmował to samo stanowisko w Råå IF.

## Kariera trenerska
Po zdobyciu licencji trenerskiej został trenerem klubu Svalövs BK, w latach 1985–1986. Następnie trenował głównie kluby z niższych lig, a były to: Åstorps IF (1987–1988), drużyna juniorska (1989) i seniorska (1990) Landskrona BoIS, Nyvångs GIF (1991), Perstorps SK (1992), Klippans BIF (1993–1994) oraz Svalövs BK (1995). Najdłużej był trenerem Axelvolds IK, w którym spędził osiem lat (1996–2003).

## Sukcesy

### Klubowe
Landskrona BoIS
- Zdobywca Pucharu Szwecji: 1972[3]
- Finalista Pucharu Szwecji: 1976

## Życie prywatne
Żonaty z Anną-Leną, mają trójkę dzieci, córkę Elinę oraz synów Jacoba i Jensa, który również był piłkarzem, a obecnie jest trenerem. 
Jego pseudonim pochodzi jeszcze z lat dzieciństwa, kiedy to mały Tommy nie potrafił wymówić swojego nazwiska.